# Faculdade Paraibana
Faculdade Paraibana - FAP, iniciada em 22 de agosto de 2007 e encerrando suas atividades em 13 de setembro de 2023, foi uma instituição de ensino superior localizada em João Pessoa, Paraíba. oferecia diversos cursos de graduação. Em 2023, a instituição passou por um processo de unificação com outra instituição de ensino superior, resultando na extinção da faculdade como unidade autônoma e na criação de uma nova estrutura educacional na região.

## História
A Faculdade Paraibana foi uma instituição de ensino superior localizada em João Pessoa, Paraíba, que atuou como um centro educacional no estado por mais de uma década. Fundada com o propósito de oferecer formação acadêmica de qualidade, a faculdade passou por um processo de expansão e se consolidou como uma das principais instituições de ensino superior na região.
Em 2023, a Faculdade Paraibana encerrou suas atividades como unidade autônoma, após um processo de unificação com outra Instituição de Ensino Superior (IES). Essa decisão foi tomada em resposta às mudanças no mercado educacional e à crescente competitividade no setor de ensino superior, visando à otimização de recursos e à ampliação da oferta de cursos e serviços educacionais.
Ela foi fundada na Rua Manoel Gualberto, 255, no bairro de Miramar, em João Pessoa, e ao longo dos anos expandiu suas operações para a Rua Professor Joaquim Francisco Veloso Galvão, 1860, no bairro Estados. Durante sua existência, a instituição ganhou prestígio pela qualidade de ensino e pela participação em projetos de extensão que beneficiaram a comunidade local.
Em 2023, devido a um cenário de reestruturação no ensino superior brasileiro, a faculdade passou por um processo de unificação com outra instituição de ensino superior, com o objetivo de consolidar recursos financeiros, infraestrutura e corpo docente. Essa fusão resultou na criação de uma nova estrutura institucional, com uma oferta acadêmica mais ampla e infraestrutura aprimorada, incluindo mais laboratórios, bibliotecas e centros de pesquisa.
A Faculdade Paraibana ofereceu cursos de graduação e promoveu a pesquisa e a extensão. Sua trajetória também foi marcada pelo fortalecimento da relação com a comunidade local, através de projetos, culturais e de assistência, especialmente nas áreas de mediação, conciliação, arbitragem e consultoria jurídica.
A unificação resultou em um novo modelo de ensino superior na região, com a intenção de oferecer uma educação mais moderna e alinhada com as necessidades do mercado de trabalho. A nova instituição comprometeu-se a manter e ampliar os programas de ensino, pesquisa e extensão da Faculdade Paraibana, mantendo seu compromisso com o desenvolvimento social e educacional da Paraíba.
O fim da Faculdade Paraibana como entidade independente marcou a transição para um novo modelo educacional, refletindo uma tendência crescente no Brasil de reorganização e fusão de instituições de ensino superior, visando garantir a sustentabilidade e a inovação no setor educacional. A Faculdade Paraibana é lembrada por sua dedicação ao ensino e pelo papel na formação de profissionais qualificados.